# Machados
Machados is een gemeente in de Braziliaanse deelstaat Pernambuco. De gemeente telt 11.802 inwoners (schatting 2009).
De gemeente grenst aan São Vicente Ferrer, Bom Jardim en Orobó.